# Кілронан (Аранські острови)
Кілронан (ірл. Cill Rónáin, англ. Kilronan) — найбільше село на острові Інішмор з групи Аранських островів. Адміністративно належить до графства Голвей. Пароми, що обслуговують острів, зупиняються в Дуліні, графство Клер, а також у Россавіліі. Головними заняттями мешканців є рибалка і туризм. Село розташоване в Гелтахті, тож лише ірландська назва поселення має юридичний або офіційний статус. Школярі відвідують село, щоб покращити свою ірландську в літніх школах. Станом на 2016 рік у селі проживало 247 осіб, і 43,3 % населення щодня розмовляли ірландською поза межами освітньої системи.
Під впливом туристичної індустрії в селі відкрились невеликі підприємства, що пропонують різноманітні послуги та товари для тисяч туристів, які відвідують острів щороку: ремісничі магазини, прокат велосипедів, різні види житла, автобусні екскурсії та ресторани. Тут також розташовані головний супермаркет острова, готель Óstán Árann, медичний центр і громадський зал[джерело?].

## Назва
Назва з ірландської мови перекладається як «Церква Ронана».